# Estación Tres Cuervos
Tres Cuervos es una estación de ferrocarril ubicada en la localidad de Tres Cuervos, Partido de Puan, Provincia de Buenos Aires, Argentina.

## Servicios
Pertenece al Ferrocarril General Roca en su ramal entre Darregueira hasta Alta Vista (enlace roto disponible en Internet Archive; véase el historial, la primera versión y la última). y Saavedra. 
No presta servicios de pasajeros desde 1968, y eventualmente corren trenes de carga de la empresa FerroExpreso Pampeano S.A. cuando surge algún operativo en alguna estación intermedia.